# Acanthopsylla pavida
Acanthopsylla pavida är en loppart som först beskrevs av Rothschild 1916.  Acanthopsylla pavida ingår i släktet Acanthopsylla och familjen Pygiopsyllidae. Inga underarter finns listade i Catalogue of Life.